# Tetragoneura bifida
Tetragoneura bifida är en tvåvingeart som beskrevs av Freeman 1951. Tetragoneura bifida ingår i släktet Tetragoneura och familjen svampmyggor. Inga underarter finns listade i Catalogue of Life.